# アイルランズ・コール
アイルランズ・コール（Ireland's Call）は、アイルランド島を代表するスポーツチームの一部において賛歌として使用される曲である。1995年のラグビーワールドカップにあわせたアイルランドラグビー協会（IRFU）の依頼によって制作された。
アイルランド島の統一スポーツチームの中には、アイルランド共和国国歌「兵士の歌」を使用しているものもある。しかし「兵士の歌」の使用は、音楽的な理由からも、アイルランドの民族主義者からも、反対の声がある。

## ラグビーでの使用
アイルランドの独立から1930年代まで、IRFUでは旗や国歌は使用されていなかった。当時のアイルランド自由国のクラブからの反対の後、IRFU旗を使用し、アイルランド自由国での試合では「兵士の歌」、北アイルランドでの試合では「国王陛下万歳（女王陛下万歳）」を歌うという妥協案が合意された。
ベルファストのレイヴンヒルでの1954年の試合の前に、共和国のプレーヤーは「女王陛下万歳」が終わるまでフィールドに立つことを拒否した。
1987年4月25日、モーリス・ギブソン裁判官を殺害することを目的としたIRAの路傍爆弾が、訓練のためにベルファストからダブリンへ移動していた代表選手3人を乗せた車に損傷を与え、「兵士の歌」に対する反対が強まった。デビット・アーウィンとフィリップ・レイニーは回復したが、ナイジェル・カーのラグビーのキャリアは絶たれた。翌月の第1回ラグビーワールドカップでは、キャプテンのドナル・レニハンがアイルランドだけが国歌を持っていないことを問題視し、初戦では急遽民謡「トラリーのバラ」が使用されたが、不評であったため以降の試合では流されなかった。
1995年のワールドカップで、IRFUはフィル・コールターに曲を委託した。「アイルランズ・コール」は、その後、共和国内の試合では「兵士の歌」と共に、共和国外の試合では単独で演奏されている。2007年のクロークパークでのシックス・ネイションズにおけるアイルランドとイングランドの試合は、第42条の廃止と、1920年の血の日曜日事件の記憶のため、歴史的に重要であった。アイリッシュ・タイムズは、「『兵士の歌』と『アイルランズ・コール』は、人々が歌いながら泣き出すほどの濃密さで歌われた」と評した。
1954年以来北アイルランドでは国際試合が開催されてこなかったが、2007年にベルファストのレイヴンヒルスタジアムでの国際試合が再開された。これに際し、IRFUはレイヴンヒルでの試合において「女王陛下万歳」を使用せず、「アイルランズ・コール」のみを演奏することを決定し、一部からアイルランド共和国内で「兵士の歌」が演奏されることと釣り合いがとれないと批判が寄せられた。

## 歌詞

アイルランド4地域の旗（例）。左上から時計回りにマンスター、コノート、レンスター、アルスターの旗である。順番に決まりはない。

この曲は1995年にフィル・カルターによって作られた。彼は、アイルランドの様々なアクセントの声が一緒に歌っているのを聴くのが好きだったために作曲したと言った。
初披露の様子は北アイルランドのケリーショーと共和国のレイトレイトショーで同時に放送され、アンドリュー・ストロングがポータダウン男声合唱団と共に歌った。
今日のほとんどの試合では最初の詩だけが歌われ、その後に同じ調のコーラスが続く。その後コーラスは転調して繰り返され、最後の行が繰り返される。"Glaoch na hÉireann"という題名でアイルランド語に翻訳されている。
原詞

Come the day and come the hour,

Come the power and the glory!

We have come to answer our country's call,

From the four proud provinces of Ireland

Ireland, Ireland,

Together standing tall!

Shoulder to shoulder,

We'll answer Ireland's call!

From the mighty Glens of Antrim,

From the rugged hills of Galway!

From the walls of Limerick, and Dublin Bay,

From the four proud provinces of Ireland!

Ireland, Ireland,

Together standing tall!

Shoulder to shoulder,

We'll answer Ireland's call!

Hearts of steel and heads unbowing,

Vowing never to be broken!

We will fight, until we can fight no more,

From the four proud provinces of Ireland!

Ireland, Ireland,

Together standing tall!

Shoulder to shoulder,

We'll answer Ireland's call!

Ireland, Ireland,

Together standing tall!

Shoulder to shoulder,

We'll answer Ireland's call!

We'll answer Ireland's call!

訳詞

その日は来た、その時は来た

力がみなぎり、栄光の時が来た

祖国の呼び声に応えるときは来た

アイルランドの4つの誇り高い地から

（コーラス）

アイルランド、アイルランド

共に立ちあがろう！

肩を組んで

アイルランドの呼び声に応える！

雄大なるアントリムの渓谷から

ゴールウェイの険しい丘から

リムリックの城壁とダブリン湾から

アイルランドの4つの誇り高い地から

（コーラス）

鋼の心と不屈の頭脳は

決して破られぬと誓う

我らは力の限り戦う

アイルランドの4つの誇り高い地から

（コーラス）

アイルランド、アイルランド

共に立ちあがろう！

肩を組んで

アイルランドの呼び声に応える！

アイルランドの呼び声に応える！